# إبراهام وود
إبراهام وود (بالإنجليزية: Abraham Wood)‏ هو ملحن أمريكي، ولد في 1752، وتوفي في 1804.

## وصلات خارجية
- إبراهام وود على موقع ميوزك برينز (الإنجليزية)
- إبراهام وود على موقع ديسكوغز (الإنجليزية)